# Acanthochitona terezae
Acanthochitona terezae is een keverslakkensoort uit de familie van de Acanthochitonidae. De wetenschappelijke naam van de soort is voor het eerst geldig gepubliceerd in 1983 door Guerra Júnior.